# 广州市黄埔区开元学校
广州市黄埔区开元学校（简称广州开元学校、开元学校），是中华人民共和国广东省广州市黄埔区的一所公办小学及完全中學，由广州丰实房地产有限公司、黄埔区教育局与广州市第二中学联合创建，委托广州二中教育集团进行管理。学校位于永和街禾丰一路实地常春藤楼盘附近，占地8.2万平方米，规划38个小学班级和48个中学班级。目前，该校小学部和初中部已于2018年9月3日开始招生，高中部于2021年9月开始招生。

## 历史

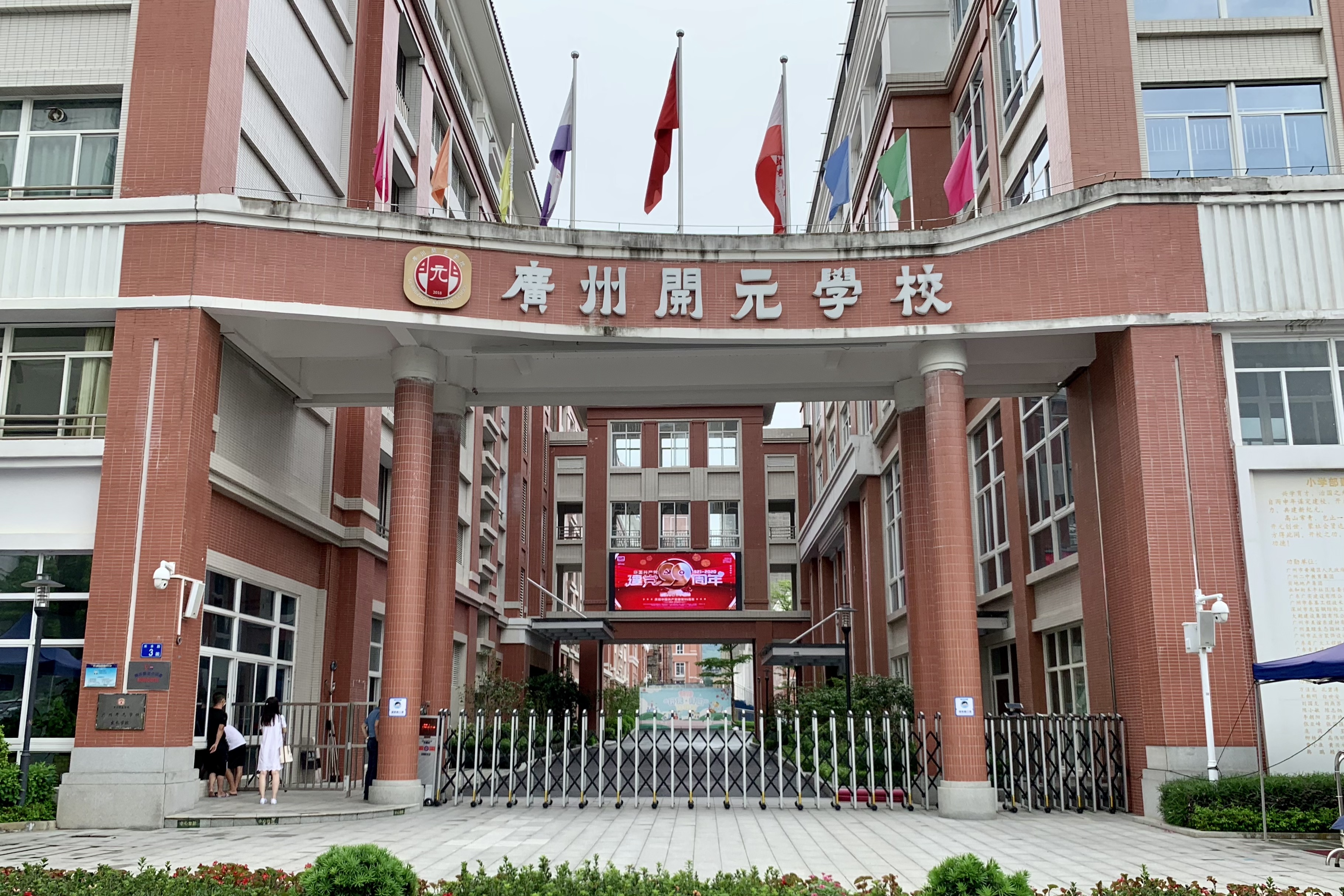
东校区正门

2015年10月30日，广州市第二中学与广州丰实房地产有限公司、黄埔区教育局签署三方合作办学意向书，约定在黄埔区永和街和平社区经济发展留用地共同开办广州市第二中学开元学校。
2016年12月，因学校迟迟未动工，部分业主担心子女无法根据购房合约在2018年9月按时入学，与开发商产生纠纷。12月30日，丰实方面发表声明，称正与二中“进行设计方案优化”，并保证学校将于2018年9月正式开学。同日，二中发表声明表示确有签订办学意向书。
2017年6月1日，部分实地业主与黄埔区部分负责人及实地地产负责人于广州市信访办进行商讨。最终，政府承诺9月底前可将土地挂牌给开发商；实地则称“实现明年9月部分开学没问题”，若校舍施工未完成将借用黄埔区镇龙中学的校舍进行办学。最终在2017年8月8日，黄埔区禾丰村公示同意出让包括开元二中用地的地块。9月10日，该地块正式于广东省土地市场网挂牌公示。
2017年10月14日，广州开元学校举行奠基仪式；次年2月10日，学校小学部教学楼主体结构封顶。
2018年4月20日，广州二中与黄埔区人民政府签署合作办学协议书，标志开元学校正式成立。同日，学校第一届理事会宣布成立，由广州二中现任校长张先龙担任理事长。2018年9月3日，开元学校正式开学，其首批新生为小学部一至三年级和初中部一年级的学生。
2021年3月，广州市教育局批准开元学校自2021学年起开设高中部。2023学年起，开元学校开始招收黄埔区外具有广州市户籍的考生。
2024年，黄埔区政府计划将九岭路政府储备地块新建小学办成开元学校的西校区。同年9月，开元学校西校区正式启用。

## 管理架构

### 行政
- 校长：李颖
- 常务副校长：陈祖力
- 党支部书记：陈祖力

### 理事会
- 理事长：张先龙[1]
- 副理事长：梁正华
- 理事：陈文聪、林吴养、张建武、陈红燕、李雄慧、黄学松、陈祖力